# Phpwcms
phpwcms è un sistema di gestione dei contenuti scritto in PHP da Oliver Georgi e distribuito sotto GNU General Public License. Si appoggia, per la memorizzazione dei dati necessari al suo funzionamento, ad un database MySQL.